# Parallelia colligens
Parallelia colligens är en fjärilsart som beskrevs av Walker 1865. Parallelia colligens ingår i släktet Parallelia och familjen nattflyn. Inga underarter finns listade i Catalogue of Life.